# Юстин Бардакас
Юстин (на гръцки: Ιουστίνος, Юстинос) е гръцки духовник, неакринийски и каламарийски митрополит от 2015 година.

## Биография
Роден е в 1969 година в леринското село Вощарани (Мелити), Гърция със светското име Бардакас (Μπαρδάκας). Завършва богословие в Солунския университет в 1991 г. В 1993 година се замонашва. В 1993 година е ръкоположен за дякон, а в 1996 г. за презвитер от митрополит Августин Лерински. Служи като проповедник (1997 - 2000) и протосингел (2000 - 2015) в Леринската митрополия. На 1 юни 2015 година в църквата „Свети Дионисий Ареопагит“ в Атина е ръкоположен за неакринийски и каламарийски митрополит от архиепископ Йероним Атински в съслужение с митрополитите Хрисостом Додонски, Исихий Капитолиадски, Игнатий Артенски, Игнатий Лариски, Пантелеймон Берски, Йеротей Навпактски, Дамаскин Яфенски, Игнатий Димитриадски, Теоклит Врестенски, Теоклит Лерински, Ефраим Хидрийски, Павел Глифадски, Йоил Воденски, Хрисостом Елевтеруполски, Павел Сервийски, Варнава Неаполски, Хрисостом Патраски, Павел Драмски, Павел Сисанийски, Йеремия Гортински, Теодор Илиуполски, Исая Тамаски, Кирил Кифисийски, Гавриил Неайонийски, Герасим Кефалинийски и епископите Николай Аматундски, Димитрий Банийски, Илия Пиргоски и Климент Метонски.